# Museo Nacional de Ciencia e Historia Nuclear
El Museo Nacional de Ciencia e Historia Nuclear (en inglés: National Museum of Nuclear Science & History antes conocido como National Atomic Museum o bien Museo Nacional Atómico) es un centro nacional de información de la ciencia nuclear creado por la Ley Pública 102-190  del Congreso de los Estados Unidos que se encuentra en Albuquerque, Nuevo México. "La misión del Museo Nacional Atómico" es servir como apoyo informativo en los Estados Unidos para la historia nuclear y la ciencia. El museo presenta exposiciones y programas de calidad educativa que transmiten la diversidad de las personas y los eventos que conforman el contexto histórico y técnico de la era nuclear ".
El museo estaba situado originalmente en 1969 en los terrenos de la Base Aérea Kirtland en una antigua centro de reparación y se llamó "Museo Atómica Sandia". Un nuevo museo se abrió el 4 de abril de 2009 en su nueva ubicación bajo el nuevo nombre de Museo Nacional de Ciencia e Historia Nuclear.